# Dimitri Kirsanoff
Dimitri Kirsanoff (en ruso: Дими́трий Кирса́нов) (6 de marzo de 1899 – 11 de febrero de 1957) fue uno de los primeros cineastas, considerado parte del movimiento Impresionista francés en el cine. Es conocido por sus películas experimentales de bajo coste.

## Vida
Kirsanoff nació como Markus David Sussmanovitch Kaplan (Маркус Давид Зусманович Каплан) en Tartu (luego Juryev), Estonia, entonces Imperio ruso en 1899. En la década de 1920 se trasladó a París y se involucró en el cine. Comenzó a hacer películas por su propia cuenta, y nunca trabajó con una empresa de producción.
Estaba casado con la actriz Nadia Sibirskaïa que actuó en varias de sus primeras películas.
Dimitri Kirsanoff llegó a París en 1921 cuando la ciudad no solo era la capital de Francia, sino también la capital del arte. En ese momento, la industria cinematográfica francesa estaba en un estado de desorganización. Esto abrió una ventana de oportunidad para los jóvenes cineastas para crear cine de una manera diferente. Toda la ciudad estaba saturada del espíritu de la vanguardia: dadaísmo, surrealismo, impresionismo de vanguardia. Las fronteras entre las diferentes disciplinas y estilos artísticos eran fluidas y pintores, fotógrafos o, como en el caso de los músicos de Kirsanoff, se convirtieron en cineastas. El cine tuvo su salida final como una forma de arte y los ambiciosos vanguardistas buscaban expandir las formas cinematográficas de expresión a sus límites externos.
Kirsanoff y su esposa Nadia Sibirskaia (que nació bajo el nombre de Germaine Marie Josèphe Lebas) literalmente fueron con una cámara a la calle, comenzaron a filmar películas con un presupuesto muy reducido y, por lo tanto, dieron a luz al cine independiente. La cámara era de mano, las tomas se desenfocaban por momentos, la edición era fragmentaria y las imágenes se disolvían entre sí. A través de este nuevo arsenal cinematográfico, Kirsanoff logró mostrar melodramas de una manera que nadie los había visto antes. Su universo visual abrió una nueva perspectiva sobre las posibilidades del cine. El mundo interior de la protagonista fue repentinamente visible, uno podía sentir las impresiones, el punto de vista, los pensamientos en la cara de la actriz principal en las películas de Kirsanoff en los años veinte: Nadia Sibirskaja. Sus actuaciones de actuación todavía hechizan a un público contemporáneo.

## Trabajo
El cine de Kirsanoff estaba tan adelantado a su tiempo que incluso hoy se siente fresco. Sin embargo, para muchas audiencias de la década de 1920, que eran menos conocedores de los medios que los espectadores contemporáneos, sus películas como "Ménilmontant" (1926) o "Brumes d'Automne" (1929) deben haber sido demasiado desafiantes. Así, sus obras maestras nunca fueron un éxito de taquilla, sino que se limitaron a unos pocos cinéfilos privilegiados. Con la introducción de la película sonora, la carrera de Kirsanoff disminuyó, pero su pasión lo llevó a hacer películas hasta su muerte en 1957. La famosa crítica de cine Pauline Kael, cuando se le preguntó poco antes de su muerte cuál era su película favorita, no dudó antes de responder "Ménilmontant ".
Hoy, cada buen libro sobre la historia del cine mundial reconoce la inmensa influencia de Kirsanoff. Es hora de que los estonios descubran a su cineasta probablemente más importante.

## Filmografía
- L'ironie du destin (1923) película perdida
- Ménilmontant (1926)
- Sables (1927)
- Destino (1927)
- Brumes d'automne (1929)
- Rapt: la séparation des carreras (1934)
- Les berceaux (1935)
- Formaciones de Francia (1936)
- La fontaine d''Aréthuse (1936)
- La jeune fille au jardin (1936)
- Franco de port (1937)
- La plus belle fille du monde ne peut donner que ce qu'elle un (1938)
- L avión de minuit (1938)
- Quartier sans soleil (1939, publicado 1945)
- Deux amis (1946)
- Faits divers à Paris (1950)
- Arrière-saison (1950)
- La mort du cerf: une chasse à courre à Villiers-Cotterets (1951)
- Le témoin de minuit (1953)
- Le crâneur (1955)
- Ce soir les jupons volent (1956)
- Miss Catástrofe (1957)